# Opende
Opende, dialekt groningski De Penne – wieś w Holandii, w prowincji Groningen, w gminie Grootegast. 